# ОШ „Бранко Крсмановић” Доња Мутница
ОШ „Бранко Крсмановић” у Доњој Мутници је једна од установа основног образовања на територији општине Параћин.
Школа носи име народног хероја Бранка Крсмановића, родом из Доње Мутнице.
Поред матичне школе постоје и издвојена одељења у местима: Плана, Извор, Клачевица, Лешје и Горња Мутница. Зграда школе саграђена је 1978. године.